# レイディー・タパ
レイディー・タパ（Lei'D Tapa、1982年11月27日 - ）は、トンガ系アメリカ人の女性総合格闘家、プロレスラー、女子アメリカンフットボール選手。

## 来歴
トンガ人の両親の間にドイツで生まれる。中学でバレーボールやバスケットボール、馬上槍試合を始めると、高校でバレーボールとバスケットボールのノースカロライナ州の代表に選ばれる。バレーボールでは州で優勝しチームのMVPに選ばれた。高校卒業後、奨学金を得てクウェートのクウェート大学へ進学し、馬上槍試合で活躍した。
その後、女子アメリカンフットボールを経て、コンガ・ザ・バーバリアンの指導の下プロレスラーになり、TNAやGFWといったプロレス団体で活動した。
2015年12月31日、さいたまスーパーアリーナで開催されたRIZIN FIGHTING WORLD GRAND-PRIX 2015 さいたま3DAYSで総合格闘技デビュー。ギャビ・ガルシアと対戦、1ラウンド2分36秒、パウンドによりTKO負け。
2017年7月30日、RIZIN FIGHTING WORLD GRAND-PRIX 2017 1st ROUND -夏の陣-でKINGレイナと対戦し、3-0で判定負け。

## 戦績
| 総合格闘技 戦績 | 総合格闘技 戦績 | 総合格闘技 戦績 | 総合格闘技 戦績 | 総合格闘技 戦績 | 総合格闘技 戦績 | 総合格闘技 戦績 |
| --------------- | --------------- | --------------- | --------------- | --------------- | --------------- | --------------- |
| 2 試合          | (T)KO           | 一本            | 判定            | その他          | 引き分け        | 無効試合        |
| 0 勝            | 0               | 0               | 0               | 0               | 0               |                 |
| 2 敗            | 1               | 0               | 1               | 0               | 0               |                 |

| 勝敗 | 対戦相手         | 試合結果                             | 大会名                                                  | 開催年月日     |
| ×    | KINGレイナ       | 5分3R終了 判定0-3                    | RIZIN FIGHTING WORLD GRAND-PRIX 2017 1st ROUND -夏の陣- | 2017年7月30日  |
| ×    | ギャビ・ガルシア | 1R 2:36 TKO（バックブロー→パウンド） | RIZIN FIGHTING WORLD GRAND-PRIX 2015 さいたま3DAYS      | 2015年12月31日 |